# Maxtla

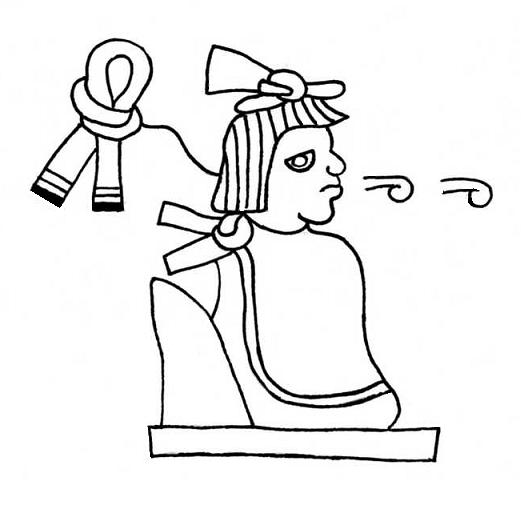
Afbeelding van Maxtla

Maxtla was de Tepaneekse heerser (tlatoani) over Azcapotzalco van 1426 tot zijn dood in 1428. Hij was de troonopvolger van zijn vader Tezozomoc, dit werd hij waarschijnlijk door het vermoorden van zijn oudere broer Tayauh. Onder zijn bewind verloor het rijk Azcapotzalco veel van zijn fortuinen en werden eerdere bevriende relaties met de Azteken van Tenochtitlan vervangen door een periode van politieke strijd die in 1426 resulteerde in een moordaanslag op Chimalpopoca, de Azteekse tlatoani en Tezozomocs kleinzoon. 
Toen Maxtla in 1428 Tenochtitlan aanviel, stuurde Chimalpopoca's opvolger, Itzcoatl, zijn troepen ten aanval met de hulp van geallieerden stadstaten, waaronder Texcoco (die onder beheer stond van Nezahualcoyotl) en vele andere vroegere Tepaneekse geallieerden, voornamelijk Tlacopan. De geallieerde troepen plunderden Azcapotzalco en Maxtla werd persoonlijk door Nezahualcoyotl geofferd. De victorieuse krachten formaliseerde hun relatie in de Azteekse Driebond van Tenochtitlan, Texcoco and Tlacopan, die de basis zouden vormen van het Azteekse rijk.